# Poul Graae
Poul Gomme Graae (20. října 1899 – 10. srpna 1976) byl dánský fotbalový brankář a novinář. Svou hráčskou kariéru strávil v dánských klubech Aarhus GF a Kjøbenhavns Boldklub (zkráceně KB). S KB vyhrál v letech 1922 a 1925 dánskou fotbalovou ligu.
V letech 1941–1959 byl šéfredaktorem dánských novin Politiken.

## Reprezentační kariéra
V A týmu Dánska zažil debut 10. října 1920 v utkání se Švédskem (remíza 2:2). Celkem odehrál v dánském národním A-týmu v letech 1920–1925 5 zápasů, gól nevstřelil.